# Belothrips acuminatus
Belothrips acuminatus är en insektsart som beskrevs av Alexander Henry Haliday 1836. Belothrips acuminatus ingår i släktet Belothrips, och familjen smaltripsar. Enligt den finländska rödlistan är arten nära hotad i Finland. Arten är reproducerande i Sverige. Artens livsmiljö är torra gräsmarker.